# Fidelity Investments
Fidelity Investments, «Фиделити Инвестментс» — американская холдинговая компания, оказывающая финансовые услуги. Одна из четырёх крупнейших компаний по управлению активами в мире. Основана в 1946 году, обслуживает более 40 млн индивидуальных инвесторов из 100 стран мира.
По состоянию на конец 2022 года размер активов под управлением составлял $4,2 трлн, размер активов под администрированием — $10,3 трлн. В 2021 году Fidelity Investments занимала 3-е место среди 500 крупнейших инвестиционных компаний мира по размеру активов под управлением ($4,23 трлн).

## История
Инвестиционный фонд «Фиделити» был основан в 1930 году. В 1943 году его купил бостонский адвокат Эдуард Джонсон II, к этому времени он управлял активами на сумму 3 млн долларов. В 1946 году Джонсон для управления фондом создал компанию Fidelity Management and Research Company. Тогда же для инвестиций в акции компаний был создан ещё один фонд, Puritan Fund. Инновацией Джонсона было создание фондов не для сохранения капитала, а для получения прибыли, для чего покупались акции компаний с потенциалом роста (таких компаний, как Polaroid и Xerox), а не «голубых фишек». В 1962 году был основан Magellan Fund, позже ставший крупнейшим взаимным фондом в мире. В 1964 году для управления корпоративными пенсионными фондами была создана дочерняя компания FMR Investment Management Service, в 1967 году — компания Fidelity Keogh Plan для накопления пенсионных сбережений самозанятых. В 1968 году на Бермудах была зарегистрирована компания Fidelity International для привлечения зарубежных инвестиций. В 1969 году для обслуживания клиентских счетов без помощи банков была создана Fidelity Service Company.
В 1972 году компанию возглавил сын основателя, Эдуард Джонсон III (Edward C. Johnson III), в том же году для управления дочерними структами была создана FMR Corporation. Смена руководства совпала со спадом в экономике США, к 1974 году активы под управлением Fidelity сократились на 30 % до 3 млрд долларов. Для преодоления кризиса был создан новый фонд, Fidelity Daily Income Trust, который использовал средства клиентов для выдачи краткосрочных кредитов. В 1978 году для оказания брокерских услуг была создана компания Fidelity Brokerage Services. К 1981 году активы под управлением достигли 13 млрд долларов, а к 1986 году 104 взаимных фонда компании управляли средствами 2 млн клиентов на сумму 50 млрд долларов. Через 10 лет число клиентов выросло до 21 млн, а размер активов под управлением — до 506 млрд долларов.
В 2001 году была создана дочерняя компания Geode Capital Management для развития новых инвестиционных стратегий; в 2003 году она стала самостоятельной. В 2018 году была создана дочерняя компания Fidelity Digital Asset для операций с криптовалютой.

## Деятельность
Под управлением компании находится 484 взаимных фонда.
- Фонды акций (Equity Funds) — 369
- Фонды облигаций (Income Funds) — 58
- Фонды высоких доходов (High Income Funds) — 23
- Фонды денежного рынка (Money Market Funds) — 34

Крупнейшими фондами компании по размеру активов под управлением на 2022 год были:
- Fidelity 500 Index Fund (369 млрд долларов)
- Fidelity Government Money Market Fund (252 млрд долларов)
- Fidelity Government Cash Reserves (224 млрд долларов)
- Fidelity Investments Money Market Funds Government Portfolio (116 млрд долларов)
- Fidelity Contrafund Fund (108 млрд долларов)

Рыночная стоимость акций во владении FMR из числа котируемых на бирже NASDAQ и NYSE на конец 2022 года составляла 1,08 трлн долларов. Это пакеты акций 5450 компаний, крупнейшими по стоимости из которых были Microsoft ($51,1 млрд), Apple ($49,4 млрд), Alphabet ($32,8 млрд), Nvidia ($32,4 млрд), Amazon ($27,9 млрд), UnitedHealth Group ($23,3 млрд), Meta Platforms ($22,6 млрд), ExxonMobil ($16,2 млрд), Berkshire Hathaway ($15,3 млрд), Visa ($11,0 млрд), Eli Lilly and Company ($10,8 млрд), Mastercard ($8,8 млрд), Regeneron Pharmaceuticals ($8,7 млрд), Wells Fargo ($8,4 млрд), Bank of America ($8,3 млрд), Netflix($7,3 млрд), Salesforce ($6,4 млрд), JPMorganChase ($6,4 млрд), Hess Corporation ($6,3 млрд).

Помимо управления активами Fidelity Investments оказывает трастовые и фидуциарные услуги институциональным клиентам через дочерние компании Fidelity Trust Company, Fidelity Management Trust Company, Fidelity Institutional Asset Management Trust Company, Fidelity Personal Trust Company, FSB. Размер активов под администрированием (трастовые активы) $3,7 трлн на конец 2022 года.

## Собственники и руководство
Семье Джонсонов принадлежит около 49 % акций компании, остальными 51 % акций владеет руководство и бывшие сотрудники компании. Семья Джонсонов считалась девятой богатейшей семьёй США по состоянию на 2016 год.
Помимо взаимных фондов, в которые может вкладывать деньги любой желающий, у Джонсонов есть собственный инвестиционный фонд F-Prime Capital Partners, за что корпорация подвергалась критике: известно несколько случаев, когда сначала в компании инвестировал этот фонд, а спустя некоторое время эти акции по значительно более высокой цене покупали взаимные фонды корпорации, таким образом семья значительно обогащалась за счёт вкладчиков (на сотни млн долларов). Среди примеров таких операций акции Alibaba Group (стоимость акций успела вырасти в 60 раз), Adaptimmune (в 24 раза), Ultragenix (в 10 раз), Aclaris Therapeutics (в 4 раза) и другие.

Эбигейл Джонсон — главный исполнительный директор с 2014 года и председатель совета директоров с 2016 года, внучка основателя, ей принадлежит около 24,5 % акций, её состояние оценивается в 21,6 млрд долларов; в 2022 году занимала 29-е место в списке Forbes 400 и 75-е среди самых богатых людей мира.

## Дочерние компании
- FMR Co., Inc. (Массачусетс)
- FIAM LLC
- Fidelity Management & Research Company, Inc. (Массачусетс)
- Fidelity Investment Management (UK) Limited (Великобритания)
- Fidelity Management & Research (Hong Kong) Limited (Гонконг)
- Fidelity Management & Research (Japan) Limited (Япония)
- Fidelity Investments Money Management, Inc. (Массачусетс)
- Strategic Advisers, Inc.
- Fidelity Brokerage Services LLC
- Fidelity Brokerage Technologies Group
- Fidelity Capital Technologies
- Fidelity Distributors Corporation
- Fidelity Fund Guide
- Fidelity Security Services, Inc.
- Fidelity Systems Company
- Fidelity Investment Advisor Group
- Fidelity Investments Canada Limited (Канада)
- Fidelity Investments Institutional Services Company
- Fidelity Management Trust Company (Массачусетс)
- Fidelity Personal Trust Company, FSB
- Fidelity Trust Company
- Fidelity Consumer Company